# 頭声
頭声（とうせい）とは、声区（レジスター）または声種の一つであり、裏声と似た意味で用いられることもある。
「声種的に頭声」という場合と「声区的に頭声（区）」という場合では意味が多少異なる。男声と女声で違いが出ることもある。

## 声種としての頭声
声種としての頭声の特徴は、発声者の体感として、また聞いている人の聴感的にも「頭に響く」様に感じられることである（頭に響く声が全て頭声であるわけではない）。音色的には、芯は無く広がりがあるといわれるものが多い。ファルセットとの違いは、起声がしっかりする、低次倍音が多く言葉が明瞭、息漏れが少なく大音量が出せるなど。
発声機構としては輪状甲状筋と共に喉頭懸垂系が強く働き声帯は引き伸ばされ薄くなる。さらに声帯後部（被裂軟骨対）が閉じられることで声門は（ファルセットに比べて）しっかり閉じる。厳密には声帯伸展によって声門に僅かな間隔が残りそこに呼気が流れることで声門閉鎖が生じるといわれる。このため胸声のような強烈なアタックは起きにくく、「丸い」音色となる。特に高い音では声帯が引き伸ばされ左右の声帯同士の接触がへることから振動形態が弦のそれに近くなることが予想され、ハーモニクスによる音域拡大が可能といわれている（とにかく高音がでるようになるのは事実である→フラジオレット）。そうした声も頭声のくくりに入れられることは多い。

## 声区としての頭声
頭声区というと、換声点（一番顕なもの）の上の声区を指す最も一般的な言葉である。一般的にはファルセットは頭声区の中でも特定の音色を指す。
男声の場合、（一番顕な）換声点の上の音域のうちファルセットではない実声を頭声とすることも一般的である（ベルカントなどの流儀ではその限りではない）。その場合の頭声は声帯内筋の働きも利用するものである。